# Лејк Вју (Јужна Каролина)
Лејк Вју (енгл. Lake View) град је у америчкој савезној држави Јужна Каролина.

## Демографија
По попису из 2010. године број становника је 807, што је 18 (2,3%) становника више него 2000. године.
| Група             | 2000.       | 2010.       |
| Белци             | 502 (63,6%) | 523 (64,8%) |
| Афроамериканци    | 274 (34,7%) | 266 (33,0%) |
| Азијати           | 0 (0,0%)    | 1 (0,1%)    |
| Хиспаноамериканци | 5 (0,6%)    | 12 (1,5%)   |
| Укупно            | 789         | 807         |